# عينون كحلي
عينون كحلي أو عينون غسلي أو زريقة أو غثوم أو سريجة أو عينون (الاسم العلمي Globularia alypum)، نوع نباتات مزهرة من فصيلة الحملية. موطنها بلدان البحر الأبيض المتوسط.